# Jack English
Pour les articles homonymes, voir English.
Jack English (né le 19 mars 1923 à South Shields dans le Tyne and Wear, et mort en 1985) est un joueur de football anglais qui évoluait au poste d'attaquant.
Son père, Jack, était également footballeur.

## Palmarès
Northampton Town
- Championnat d'Angleterre D3 :
  - Vice-champion : 1949-50 (sud).
  - Meilleur buteur : 1953-54 (28 buts).